# Unione Sportiva Livorno 1983-1984
Questa voce raccoglie le informazioni riguardanti l'Unione Sportiva Livorno nelle competizioni ufficiali della stagione 1983-1984.

## Stagione
Nella stagione 1983-1984 il Livorno partecipa al girone A della Serie C2. Per gli amaranto si tratta di una stagione memorabile, vincono con 50 punti il torneo, restano imbattuti subendo soltanto 7 reti in 32 partite. Non si sono giocate le 34 partite normali, perché il Sant'Elena Quartu è stato escluso essendosi ritirato dal torneo. I labronici salgono in Serie C1 con l'Asti, secondo classificato con 46 punti. Sulla panchina del Livorno Renzo Melani giunto dalla Rondinella Firenze. Delle 18 vittorie le più significative sono state lo (0-3) di Alessandria contro la terza forza del campionato, e quella del 27 maggio (2-0) alla Massese, che ha sancito il primo posto. Miglior marcatore stagionale con 7 reti Mario Palazzi.
In Coppa Italia di Serie C il Livorno disputa e vince con 8 punti il girone M giocato prima del campionato, superando il Siena, il Pontedera e la Massese, poi nei sedicesimi di finale viene superato nel doppio confronto dalla Carrarese.

## Rosa
| N. |                   | Ruolo | Calciatore        |
| -- | ----------------- | ----- | ----------------- |
|    | Italia (bandiera) | A     | Virginio Araldi   |
|    | Italia (bandiera) | P     | Giancarlo Beni    |
|    | Italia (bandiera) | C     | Walter Berlini    |
|    | Italia (bandiera) | D     | Claudio Bertini   |
|    | Italia (bandiera) | D     | Walter Casarotto  |
|    | Italia (bandiera) | D     | Ilario Cozzi      |
|    | Italia (bandiera) | C     | Fabrizio De Poli  |
|    | Italia (bandiera) | D     | Alberto De Rossi  |
|    | Italia (bandiera) | C     | Aldo Finetto      |
|    | Italia (bandiera) | P     | Gianpaolo Grudina |

| N. |                   | Ruolo | Calciatore         |
| -- | ----------------- | ----- | ------------------ |
|    | Italia (bandiera) | C     | Francesco Ilari    |
|    | Italia (bandiera) | D     | Enrico Maccanti    |
|    | Italia (bandiera) | A     | Marco Meloni       |
|    | Italia (bandiera) | A     | Mario Palazzi      |
|    | Italia (bandiera) | C     | Maurizio Paoli     |
|    | Italia (bandiera) | C     | Stefano Pontis     |
|    | Italia (bandiera) | C     | Gaetano Salvi      |
|    | Italia (bandiera) | D     | Paolo Tognarelli   |
|    | Italia (bandiera) | A     | Maurizio Villanova |

## Risultati

### Serie C2

#### Girone di andata
| Arbitro: | Carrubba (Siracusa) |

|  |           |             |
|  | Marcatori | 39’ Palazzi |

| Arbitro: | Dal Forno (Ivrea) |

|                             |           |  |
| Bertini 11 Ilari 20’ (rig.) | Marcatori |  |

| Cerreto Guidi 2 ottobre 1983 3ª giornata | Cerretese       | 0 – 0 | Livorno | Stadio Stabbia\| Arbitro: \| Guidi (Bologna) \| |
| Arbitro:                                 | Guidi (Bologna) |       |         |                                                 |

| Arbitro: | Cornieti (Forlì) |

|            |           |  |
| Palazzi 1’ | Marcatori |  |

| Olbia 16 ottobre 1983 5ª giornata | Olbia              | 0 – 0 | Livorno | Stadio Bruno Nespoli\| Arbitro: \| Fabricatore (Roma) \| |
| Arbitro:                          | Fabricatore (Roma) |       |         |                                                          |

| Arbitro: | De Santis (Treviso) |

|                |           |  |
| Tognarelli 33’ | Marcatori |  |

| Savona 30 ottobre 1983 7ª giornata | Savona            | 0 – 0 | Livorno | Stadio Valerio Bacigalupo\| Arbitro: \| Frigerio (Milano) \| |
| Arbitro:                           | Frigerio (Milano) |       |         |                                                              |

| Arbitro: | Vecchiatini (Bologna) |

|                         |           |  |
| Villanova 12 Pontis 62’ | Marcatori |  |

| Pontedera 13 novembre 1983 9ª giornata | Pontedera          | 0 – 0 | Livorno | Stadio Comunale\| Arbitro: \| Tonon (Conegliano) \| |
| Arbitro:                               | Tonon (Conegliano) |       |         |                                                     |

| Arbitro: | Tarallo (Como) |

|                           |           |  |
| Tognarelli 19’ Araldi 71’ | Marcatori |  |

| Arbitro: | Baldini (Piacenza) |

|                |           |                           |
| Caracciolo 10’ | Marcatori | 16’ Villanova 24’ De Poli |

| Livorno 4 dicembre 1983 12ª giornata | Livorno                  | 0 – 0 | Asti TSC | Stadio Ardenza\| Arbitro: \| Dall'Oca (Abbiategrasso) \| |
| Arbitro:                             | Dall'Oca (Abbiategrasso) |       |          |                                                          |

| Arbitro: | Vecchiatini (Bologna) |

|               |           |                      |
| Palazzese 20’ | Marcatori | 44’ Ilari 51’ Pontis |

| Arbitro: | Ramacci (Latina) |

|                      |           |  |
| Ilari 14’ Pontis 63’ | Marcatori |  |

| Imperia 8 gennaio 1984 15ª giornata | Imperia           | 0 – 0 | Livorno | Stadio Nino Ciccione\| Arbitro: \| Baldacci (Torino) \| |
| Arbitro:                            | Baldacci (Torino) |       |         |                                                         |

| Massa 15 gennaio 1984 16ª giornata | Massese           | 0 – 0 | Livorno | Stadio degli Oliveti\| Arbitro: \| Gava (Conegliano) \| |
| Arbitro:                           | Gava (Conegliano) |       |         |                                                         |

| Livorno 22 gennaio 1984 17ª giornata | Livorno          | 0 – 0 | Derthona | Stadio Ardenza\| Arbitro: \| Perdonò (Foggia) \| |
| Arbitro:                             | Perdonò (Foggia) |       |          |                                                  |

#### Girone di ritorno
| Arbitro: | Tedeschi (Bologna) |

|                             |           |  |
| Bertini 7’ Ilari 88’ (rig.) | Marcatori |  |

| 5 febbraio 1984 19ª giornata | Sant'Elena | – n.d. | Livorno |  |

| Arbitro: | Quartuccio (Torre Annunziata) |

|            |           |  |
| Meloni 76’ | Marcatori |  |

| Arbitro: | Greco (Lecce) |

|  |           |                             |
|  | Marcatori | 13’, 51’ Palazzi 84’ Araldi |

| Arbitro: | Schiavon (Padova) |

|                              |           |  |
| Ilari 41’ (rig.) De Poli 44’ | Marcatori |  |

| Arbitro: | Pomentale (Bologna) |

|                     |           |             |
| Barducci 29’ (rig.) | Marcatori | 51’ Palazzi |

| Arbitro: | Mellino (Crotone) |

|           |           |  |
| Araldi 3’ | Marcatori |  |

| Arbitro: | Fabricatore (Roma) |

|  |           |               |
|  | Marcatori | 21’ Villanova |

| Arbitro: | Strada (Abbiategrasso) |

|                                             |           |                    |
| Palazzi 21’, 88’ Ilari 37’ Salvi 79’ (rig.) | Marcatori | 34’ (aut.) Finetto |

| Civitavecchia 8 aprile 1984 27ª giornata | Civitavecchia      | 0 – 0 | Livorno | Stadio Giovanni Maria Fattori\| Arbitro: \| Tonon (Conegliano) \| |
| Arbitro:                                 | Tonon (Conegliano) |       |         |                                                                   |

| Livorno 15 aprile 1984 28ª giornata | Livorno              | 0 – 0 | Casale | Stadio Ardenza\| Arbitro: \| Ingargiola (Marsala) \| |
| Arbitro:                            | Ingargiola (Marsala) |       |        |                                                      |

| Arbitro: | Felicani (Bologna) |

|               |           |               |
| Venturini 66’ | Marcatori | 72’ Villanova |

| Arbitro: | Grechi (Milano) |

|                    |           |  |
| De Poli 85’ (rig.) | Marcatori |  |

| Voghera 13 maggio 1984 31ª giornata | Vogherese           | 0 – 0 | Livorno | Stadio Comunale\| Arbitro: \| Satariano (Palermo) \| |
| Arbitro:                            | Satariano (Palermo) |       |         |                                                      |

| Arbitro: | Cazzamalli (Milano) |

|           |           |  |
| Salvi 76’ | Marcatori |  |

| Arbitro: | Lamberti (Barletta) |

|                        |           |  |
| Meloni 3’ De Rossi 33’ | Marcatori |  |

| Arbitro: | Lo Russo (Milano) |

|                |           |                                     |
| Meloni 4’, 78’ | Marcatori | 21’ Riccardino 80’ (rig.) Ravazzolo |

### Coppa Italia

#### Girone M
| Arbitro: | Antonelli (Roma) |

|              |           |           |
| Donatini 89’ | Marcatori | 52’ Ilari |

| Arbitro: | Mazzetti (Firenze) |

|           |           |  |
| Paoli 30’ | Marcatori |  |

| Arbitro: | Bruschini (Firenze) |

|            |           |            |
| Pontis 87’ | Marcatori | 59’ Tosoni |

| Arbitro: | Ruffinengo (Savona) |

|                               |           |              |
| De Rossi 55’ Ilari 71’ (rig.) | Marcatori | 18’ Chiarugi |

| Pontedera 4 settembre 1983 5ª giornata | Pontedera       | 0 – 0 | Livorno | Stadio Comunale\| Arbitro: \| Nicchi (Arezzo) \| |
| Arbitro:                               | Nicchi (Arezzo) |       |         |                                                  |

| Siena 11 settembre 1983 6ª giornata | Siena              | 0 – 0 | Livorno | Stadio del Rastrello\| Arbitro: \| Gabbrielli (Prato) \| |
| Arbitro:                            | Gabbrielli (Prato) |       |         |                                                          |

#### Sedicesimi di finale
| Arbitro: | Betti (Siena) |

|                  |           |  |
| Salvi 28’ (rig.) | Marcatori |  |

| Arbitro: | Bruni (Arezzo) |

|                                |           |  |
| Savino 80’ Buccilli 82’ (rig.) | Marcatori |  |